# Michael Wright (actor)
Michael Wright (Nueva York, 30 de abril de 1956) es un actor estadounidense en películas y televisión.
Él es conocido por su papel de televisión como "Elias Taylor" en "V La Miniserie Original" (1983), la secuela "V La Batalla Final" (1984) y en "V La Serie" de ciencia ficción de NBC, y serie Oz de HBO (1997) como "Omar White" de 2001-2003. Los papeles de películas incluyen "The Principal " (1987) como "Victor Duncan" protagonizado por James Belushi, la película " The Five Heartbeats" (1991) como "Eddie King Jr.", y el filme Sugar Hill (1994) con Wesley Snipes, su película más reciente fue en 2005 The Interpreter. Él ha hecho apariciones como invitado en series de TV "Miami Vice (División Miami)", y "New York Undercover".

## Filmografía

### Películas
| Año  | Título                  | Personaje              | Notas |
| ---- | ----------------------- | ---------------------- | ----- |
| 1979 | The Wanderers           | Clinton                |       |
| 1983 | Streamers               | Carlyle                |       |
|      | The Laundromat          | Shooter Stevens        |       |
| 1987 | Bedtime Eyes            | Spoon                  |       |
| 1987 | The Principal           | Victor Duncan          |       |
| 1991 | Private Times           |                        |       |
| 1991 | The 5 Heartbeats        | Eddie King Jr.         |       |
| 1994 | Sugar Hill              | Raynathan "Ray" Skuggs |       |
| 1996 | New York Undercover     | Rene Mazili            |       |
| 1996 | The Cottonwood          | Simon Z                |       |
| 1997 | Money Talks             | Aaron                  |       |
| 1998 | Point Blank             | Sonny                  |       |
| 1999 | Rage                    | "B-Boy"                |       |
| 2001 | Piñero                  | Edgar Bowser           |       |
| 2004 | Downtown: A Street Tale | Rudy                   |       |
| 2005 | The Interpreter         | Marcus                 |       |
| 2009 | Before I Self Destruct  | Primera víctima        |       |
| 2018 | Rel                     | Sr. Donaldson          |       |

### Televisión
| Año       | Título              | Personaje     | Notas        |
| --------- | ------------------- | ------------- | ------------ |
| 1983      | V (miniseries)      | Elias Taylor  | 2 episodios  |
| 1984      | V: The Final Battle | Elias Taylor  | 3 episodios  |
| 1984-1985 | V (The Series)      | Elias Taylor  | 13 episodios |
| 2001-2003 | Oz                  | Omar White    | 22 episodios |
| 2019      | Black Lightning     | Lazarus Prime | 2 episodios  |

### Videojuegos
| Año  | Título                | Personaje  | Notas |
| ---- | --------------------- | ---------- | ----- |
| 2001 | Batman: Dark Tomorrow | Black Mask | Voz   |

## Premios y distinciones
Festival Internacional de Cine de Venecia
| Año  | Categoría                 | Película | Resultado |
| ---- | ------------------------- | -------- | --------- |
| 1983 | Copa Volpi al mejor actor | Desechos | Ganador   |